# Meditáció
A meditáció olyan szellemi gyakorlatok gyűjtőneve, amely magába foglalja a koncentráció, a szemlélődés és az absztrakció különféle technikáit, és amely elősegíti a fokozott öntudatot, a szellemi megvilágosodást, valamint a fizikai és mentális egészséget.
A koncentratív meditáció olyan gyakorlatot jelöl, amikor az egyén az elméjét hosszabb időn át egyetlen adott tárgyra vagy gondolatra összpontosítja. A meditáció gyakran olyan állapotra utal, amikor a testet tudatosan ellazítjuk, és szellemünket átengedjük a nyugalomnak és a belsőnkre való koncentrálásnak.
A cél lehet a lelki béke, a megnyugvás, az intuitív tudás keresése vagy a spirituális megvilágosodás is. Ilyenkor sikerül a környezetből kikapcsolódni, úgyhogy pszichológiai szempontból az élményt akár megváltozott tudati állapotnak is nevezhetjük, az elmélyült meditációban pedig az egyén a transzba kerül. (Mircea Eliade alapján a sámánok például ebben a megváltozott tudatállapotban lépnek át a másvilágba, hogy ott szert tegyenek az istenek bölcsességére.)
A meditációt végzik spirituális, vallási vagy szabadidős tevékenységként is. Számos vallásban gyakorolnak rituális meditációt, de a meditáció nem jelent szükségképpen vallásos tevékenységet.
A 19. század óta az ázsiai meditációs technikák elterjedtek nyugaton is, többek közt az üzleti életben és az egészségügyben is.
A valódi meditáció nem elmélkedés vagy gondolkozás.
A meditációban semmiféle kísérletet nem teszünk arra, hogy ellenőrzésünk alá vonjuk a tudatot vagy közvetlen szuggesztióval lássuk azt el. Egyszerűen megfigyeljük, engedjük megnyugodni, békéssé válni, hagyjuk hogy lényünk mélyebb szintjeinek felfedezése és megtapasztalása közben egyre mélyebbre vezessen. Ha tudatunk meditálás közben is világi ügyekkel és vágyakkal foglalkozik, az megzavarja a meditációt. Ebben az esetben szilárd elhatározásra van szükség, hogy megszabadulhassunk a tudatunkban felbukkanó összes, figyelmünket elvonni kívánó gondolattól.
A meditációt nem lenne szabad kulturális és vallási értékekkel átszínezni. Nincs olyan hogy buddhista meditáció, keresztény meditáció, hindu meditáció stb. A meditáció az meditáció. A meditáció a tudat középpontjába jutás módszere, ahonnan a tudatosság különböző fokokban és mértékekben kiáramlik.

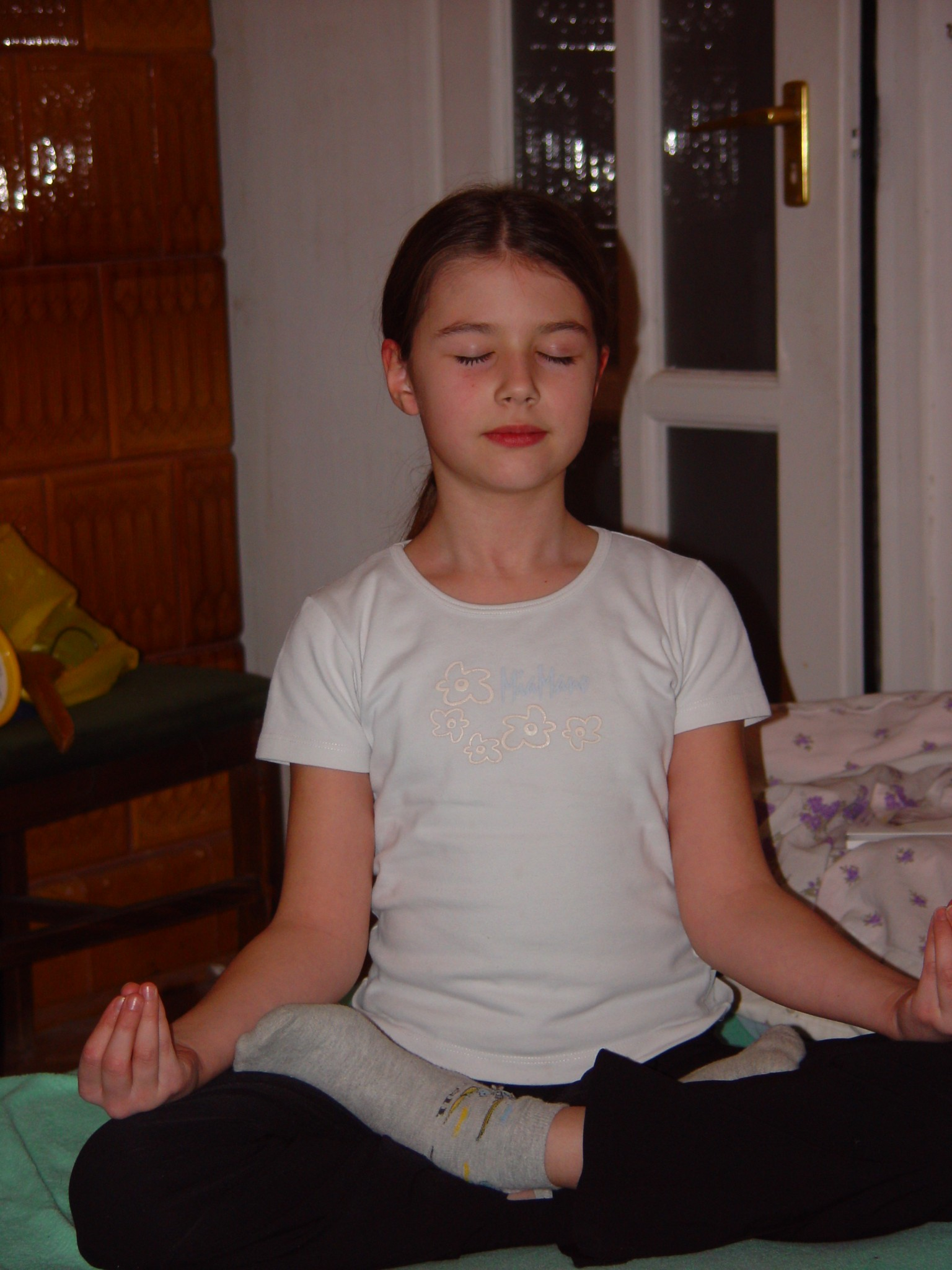
A meditációt bárki, bármikor megtanulhatja

A meditáció – ellazult állapotban végzett mentális tevékenység. A meditációnak az egészségre és a test működésére kifejtett hatását ma már nem csak tapasztalatok, hanem nemzetközileg elismert intézetek kutatási eredményei, tanulmányai is igazolják.

## Meghatározásai
- A meditáció az ember önébredése. Az a nyelv, amellyel Isten vezet minket. (Sri Chinmoj) [6]
- Az a titokzatos létra, amely a tévedésből az igazságba, a sötétségből a fénybe, a tudatlanságból a tudásba vezet. (Szvámi Sivananda) [7]
- A meditáció egy hosszú zarándoklat. "A szemtanúvá válni" a meditáció kezdete, az "elme-nélküliség" pedig a meditáció vége... A meditáció nem egy módszer és nem is egy technika. Ez egy folyamat: a teljes lényed felnövekedése. (Osho) [8]
- A meditáció nem az értelem, az ész és a gondolkodás dolga. Nem értelmi felfogás, hanem az értelmen belüli befogadás. A meditált tartalom felszívása, befogadása, részünkké válása. A belső lényeg meglátása. (Weninger Antal) [9]
- A tudatfeletti tudás megvalósításának módszere. (Sharbudh Arya)[10]
- Semmi más nem képes megadni azt, amit a meditáció. Önmagunkat ismerhetjük meg általa. (Szvámi Ráma)[11]

### Tudományos definíciók
- A megismerés eszköze a misztikus filozófiai iskolákban, okkult gyakorlatokban, vallási tevékenységekben.
- Az elmélyülésre épülő gyakorlatok rengetegféle változatának gyűjtőneve. [12]
- Az önmagába fordulás módszerei, amelyeket a klinikai pszichológiában (legtöbbször vallásos eredetüktől megfosztva) az önmagára találás eljárásaként is alkalmaznak. [13]

## Általános információ

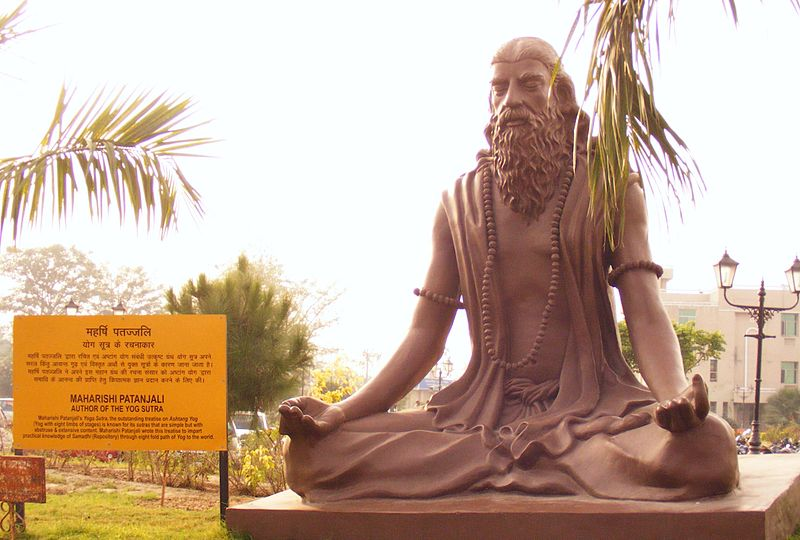
A meditációt végző Patandzsali szobra

Sok meditációs technika létezik. A meditáció gyakorlata során az egyén általában felvesz egy bizonyos pózt vagy ülésmódot. A koncentráció tárgya általában a test belsejében megjelenő érzések, belső képek, ritkábban az érzelmek, de néha lehet külső fizikai tárgy is.
A meditáció legalább az ókor óta a vallási hagyományok szellemi gyakorlatának része, különösen a hinduizmusban és a buddhizmusban, továbbá a jóga fontos eleme (→ dhjána). Nyugaton a görög dionüszoszi misztérium kultuszában is megtalálhatók a meditatív elmélyülés formái. A történelem folyamán azonban a világ összes vallásának hívei gyakorolták a meditációt. Azt a keleti vallási gyakorlatot, amelybe beletartozik a kontrollált gondolkodás, Nyugaton a 19. század óta nevezik meditációnak.
Nyugaton az 1960-as évektől kezdve a meditáció egyre inkább felkeltette a figyelmet, és számos tudományos kutatás tárgyává vált. Kapcsolatot találtak a meditáció és az anyagcsere, a vérnyomás, az agyi aktivitás és a test egyéb folyamatainak változásai között. A meditációt széles körben használják pszichoterápiás eszközként a mentális stresszre, a fizikai fájdalom enyhítésére.  Gyakran használják pihenésre és relaxációs gyakorlatokra.
Egy 2007-es amerikai felmérés alapján az ottani felnőtt lakosság közel 9,4%-a végzett meditációt az elmúlt 12 hónapban, szemben a 2002-es felmérés 7,6%-ával.

## Jellemzői
Sokan úgy vélik, a meditáció valami egzotikus dolog, amely kizárólag a keletről érkező vallásokhoz kapcsolható. Vannak, akik úgy gondolják, ez valami olyasmi, amihez egy bizonyos módon kell ülni. Talán azt hiszik, ilyen gyakorlatot csak a „szent emberek” végeznek. Ám ezen feltételezések egyike sem igaz. Amikor valaki meditál, mindössze annyit tesz, hogy az elméjét egy bizonyos dologra hosszabb ideig összpontosítja. Valójában egy könyv olvasása vagy egy film nézése ugyanúgy egyfajta meditáció.
A meditáció se nem misztikus, se nem másvilági, se nem nehezen elsajátítható. Nem csak egy bizonyos „elit” élhet vele, és nem csak azoknak való, akik szerteágazó tudásra tettek szert a keleti vagy egyéb vallásokban. A meditáció nagyon is kézzelfogható, praktikus, és mindenki számára elérhető módszer. Ha semmilyen spirituális gyakorlatot nem folytatunk, és nem hiszünk semmiféle istenben vagy felsőbb hatalomban, a meditáció gyakorlatával akkor is boldogabb életet teremthetünk magunknak. Minden emberi lény, aki ismeri az élet hátterében húzódó igazságot, aki már megvizsgálta és hiányosnak találta a világ örömeit, felismeri, hogy a meditáció nélkül nem lehet elégedett, nem érezheti valóban jól magát.
A meditáció jelenlét. Megszűnik minden, csak az itt és most van. Nem csupán egy dologra koncentrál az ember, mert ezáltal megítéli az összes többit. Meditáció során szemlélődünk. Mindent érzékelünk.
A meditáció, a medical (orvosi, orvostudományi) vagy a medicate (gyógykezelni, gyógyítani) szavak egy tőről fakadnak. A közös szótő magába foglalja azt a jelentést, hogy figyelmet vagy gondot fordítunk valamire. Ha meditálunk, akkor önmagunk kevéssé ismert dimenzióira figyelünk – lényünk legmélyebben rejlő, legbenső szintjeit vesszük figyelembe. Lényünk e szintjei mélyebben rejlenek a gondolkozási, elemzési folyamatoknál, a nappali álmodozásoknál, vagy az érzelmek, esetleg emlékek átélésénél. A meditáció egyfajta csendes, összpontosított, ugyanakkor ellazult belső figyelmet jelent.

## Meditációs folyamat
A különféle meditációs technikák ellenére megfigyelhető pár közös vonás :
- Az irányzatnak megfelelően a gyakorlók egy meditációs testtartást, leggyakrabban egy ülésmódot vagy pózt vesznek fel.
- Az egyén beszünteti a külvilággal a kapcsolatot. (A szem behunyásával, de eltávolodással és a környezettől való elfordulással is gyakorolják a nyugalmat és visszavonulást egy "elsüllyesztett tudatállapotba".
- A valódi meditációs állapotot csak bizonyos belső imaginációs élményben érik el. Ez az állapot a meditációs irányzatok alapján különböző.

## Hatásai
A meditációt évezredek óta, több kultúrában alkalmazzák, mivel számtalan előnye van. Mind a testünkre, mind az elménkre, mind az érzelmeinkre hatást gyakorol. A rendszeres meditáció eredményeképpen 
- egészségesebbek leszünk, mert amikor a légzésünkre figyelünk, csökken a vérnyomásunk, lelassul a szívverésünk, nyugodtabbá válunk;
- élesedik az elménk, amely hatékonyabbá teszi a kommunikációnkat mind a munkahelyünkön, mind a társunk, a barátaink, a családunk körében;
- könnyebben tudunk koncentrálni, ezért kevésbé érezzük magunkat leterheltnek;
- tudatosítjuk az érzelmeinket, ezért ritkábban fordul elő, hogy túlreagáljuk a dolgokat;
- hamarabb megtaláljuk a megoldást életünk azon területein, ahol úgy érezzük, elakadtunk;
- közelebb kerülünk önmagunk, a körülöttünk lévő emberek, az életünk, az életfeladatunk megértéséhez.

## Keleti meditációk
A keleti gyakorlatokban a meditáció gondolatmentes állapot. A meditáció gyakorlásának sokféle módszere létezik; módszertől függetlenül mindegyiknek a célja: a gondolatok teljes megállítása.

### Buddhizmus
A buddhista meditáció a tudat megszelídítésére és megismerésére utal. A legfőbb meditációs technikákat megőrizték az ősi buddhista szövegek. Ezek a technikák a tanító-tanítvány közötti átadásokkal terjedtek és sokféle formát öltöttek. A buddhisták számára a meditáció jelenti a nirvána és a megvilágosodás felé vezető egyik ösvényt. A klasszikus buddhista nyelvű irodalmakban a meditációhoz legközelebbi kifejezések a bhávaná, a dhjána és a vipasszaná.
A buddhista meditációs technikák egyre népszerűbbek a világ minden táján. Sok nem-buddhista alkalmaz ilyeneket teljesen különböző indíttatásból. A különböző buddhista iskolákban a meditációs gyakorlatok meglehetősen homogének – mint a légzéses meditáció vagy a különböző felsorolós meditációk (anusszati) – és egyben eltérőek is. A théraváda buddhizmusban több mint ötvenféleképpen fejlesztik a tudatosságot és negyven módszer van a koncentráció fejlesztésére. A tibeti buddhizmusban több ezerféle vizualizációs meditációt használnak.
A meditáció a már megértett információt tapasztalattá változtatja. Első szinten az a célja, hogy lenyugtassa és egy helyben tartsa a tudatot. Teret hoz létre a tapasztaló és annak tapasztalatai között, a bölcs ember számára lehetővé téve, hogy az élet komédiáiban vállaljon szerepet, és távol tarthassa magát a tragédiáktól. E védelmező távolságot általában úgy alakítjuk ki, hogy a légzésünkre figyelünk, vagy egy buddhaformára összpontosítunk – a meditáció ezen fajtáját szanszkritul szamatha-nak, tibetiül siné-nek hívják. A tudatállapot megtartása fokozatosan megvalósítható a hétköznapokban is. Ez a fejlődésünk első lépése, mely a mély felismerés, valamint a komplikáltabb gyakorlatok alapja.
A meditáció második szintjét szanszkritul vipasjaná-nak, tibetiül laktong-nak nevezik. Ebben az esetben nem formán meditálunk, hanem magára a tudat természetére tekintünk – ezért nevezik a mély felismerés gyakorlatának. Anélkül vagyunk tudatosak, hogy tudatosságunknak bármilyen tárgya lenne – így a felismerés és a megértés spontán bontakozik ki.

### Hinduizmus

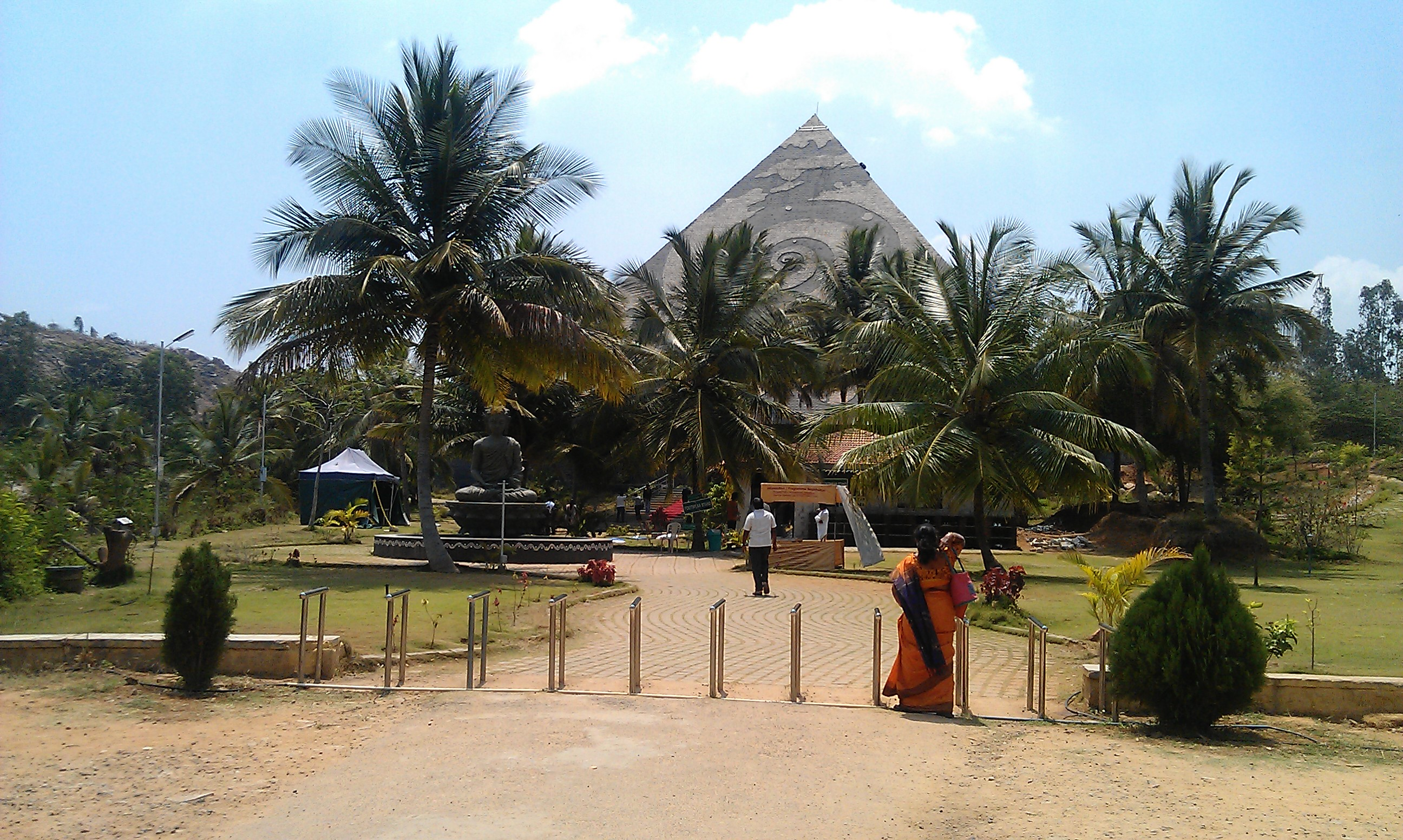
"Piramis Völgy" meditációs központ Bengaluru közelében

A hinduizmuson belül számos iskola és meditációs stílus létezik. 
A hindu iratok kijelentik, hogy az erényes élet önmagában nem elég Isten (Ísvara/Brahman) felismeréséhez. Elengedhetetlenül szükséges az elme összpontosítása.
A jó és erényes élet csak alkalmas eszközzé teszi az elmét a koncentrációra és a meditációra. A koncentráció és a meditáció az, ami végül elvezet az Önmegvalósításhoz. 
A meditáció segítsége nélkül nem ismerhetjük fel az önvalót, nem juthatunk az isteni állapotba, nem szabadíthatjuk meg magunkat az elme béklyójából, és nem érhetjük el a halhatatlanságot.
A hinduizmus iskolái alapján meditáció nélkül nincs "megismerés". A rendszeres meditációval fokozatos spirituális fejlődést érünk el. A meditáció elhozza az örök világosságot, felébreszti az intuíciót. A koncentráció és a meditáció gyakorlásával az elme olyan tiszta és átlátszó lesz, mint egy kristály. A világi dolgokért folytatott harc zaja elcsitul és az anyagi haszon és a gyorsan elérhető örömök hajszolása egyre kevésbé lesz fontos. Az Úron való meditációval az ember meghaladja a test-tudatot, és megtapasztalja univerzális hatalmát.
A meditáció az egyetlen királyi út az üdvösség vagy móksa eléréséhez.

### Jóga
A jóga etikai-szellemi-testi fegyelem, az értelem megfeszítése magasabb spiritualizmusához. A klasszikus hindu jóga egyik legbefolyásosabb szövege Patadzsali Jóga-szútrái, amely vázolja a kaivaljához vezető nyolc tagot.
Amikor egy tó felszíne sima, tisztán lehet látni, mi van az alján, ha tükre hullámos, akkor ez lehetetlen. Ugyanígy, amikor elménk nyugodt, nem zavarják világi vágyak és gondolatok, láthatjuk magunk a jóga-tanon keresztül. Két különböző úton lehetünk úrrá a fejünkben zajló viharokon: koncentrálhatunk valamilyen külső dologra, figyelmünket arra fókuszálva, de figyelhetünk saját belső énünkre is.
Ha az agy koncentrációja tökéletes, az idő kevéssé fontos tényezővé válik, mintha valójában nem is létezne. Az időt tehát más mérce szerint mérjük, csakúgy, mint a teret; mind a kettő az ész teremtménye. A boldogság érzete múlékony és a természet határokat szab annak. Hogy az örökké tartó boldogság állapotát elérjük és abszolút békében legyünk, el kell tudnunk lazulni, koncentrálni, az elménket a transzcendens felé közelíteni. A belső énünk felé fordulva, sok gyakorlással, elmélyítjük a koncentrációt. Csak így érhetjük el a meditatív állapotot.
A rendszeres meditáció révén a percenkénti tíz gondolatot hatra kell csökkenteni, majd kettőre úgy, hogy végezetül – a koncentráció segítségével – már csak percenként egy gondolat legyen. A meditáció gondolat nélküli állapot.
Minden jógijelöltnek meg kell jegyeznie, hogy a meditáció az egyetlen út a jóga elsajátításához, bármely fajtáját próbálja is.
Amikor az elme a jógi irányítása alá kerül, az tökéletes békére lel. A meditáció az, amely megszabadít az élet minden szenvedésétől. Ez az egyetlen út.
A jóga meditációjának fokozatai:
- pratjáhára (a tudatos magunkba tekintés, elmélyedés, befelé tekintés, az érzékszervek visszavonása), a tulajdonképpeni meditáció előkészítése
- dhárana (koncentráció, a meditáció első fázisa, egyhegyűség),
- dhjána (mély meditáció)
- szamádhi (az önvalóval való eggyéválás – transz, az abszolút való megismerése)

### Transzcendentális meditáció
A transzcendentális meditációt (TM) Maharisi Mahes jógi kezdte el széles körben tanítani az 1950-es évektől. A TM lényegében klasszikus hindu mantra meditáció nyugati csomagolásban. Maharisinek sikerült művészi szinten elkerülnie a szanszkrit terminusokat és tudományos megfelelőket találnia a meditáció hitelének elnyerésére egy szkeptikus kultúrában. Az elmélet, amire a TM épül, a középkori Sankaracsárja védikus gondolkodásbeli advaita iskolájának alaptanításait írja fölül.
A meditációs gyakorlat magában foglalja egy mantra használatát, naponta kétszer 15–20 percig, ülve, csukott szemmel. Úgy tűnik, hogy ez az egyik legszélesebb körben alkalmazott meditációs gyakorlat.

### Taoizmus

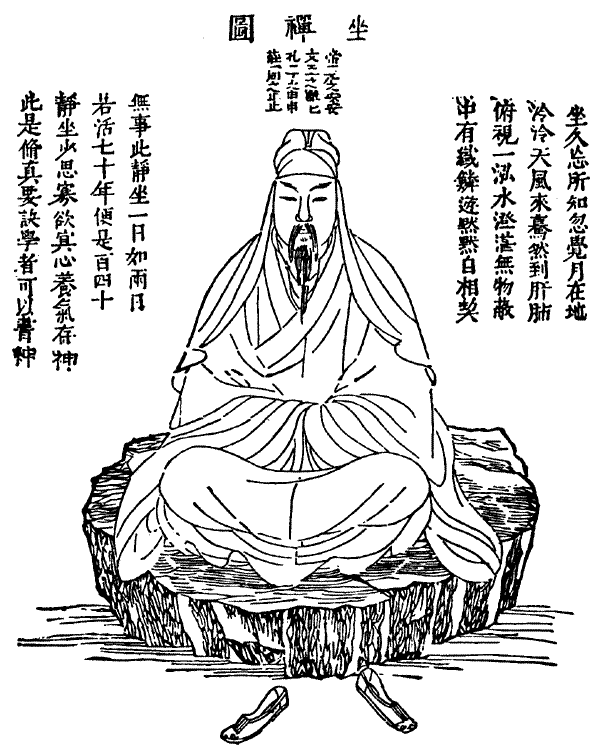
"A fény összegyűjtése", taoista meditáció az Arany Virág Titkából (太乙金華宗旨)

A taoista meditáció hosszú története során olyan technikákat fejlesztett ki, amelyek közé tartozik a koncentráció, a vizualizáció, a csí-gyakorlás, a kontempláció és az éberség meditációja. A hagyományos taoista meditációs gyakorlatokat az 5. századtól a kínai buddhizmus befolyásolta.
A taoista meditációs gyakorlatok központi szerepet játszanak a kínai harcművészetekben (és néhány japán harcművészetben).
Közismert példák a taoyin, a csikung, a neigong, a neidan, a „belső alkímia” és a tajcsicsüan, az „árnyékbokszolás”, amely utóbbit mozgás-meditációnak tartanak.

### A Quan Yin meditáció
A "Quan Yin"-meditáció a hangrezgésen való elmélkedést jelenti. A Quan Yin Módszer az egyik legősibb meditációs technika, amely segít, hogy újra felfedezzük a bennünk lévő Mindenható Erőt, amely a belső fényen és hangon át jelenik meg.
Részlet az „Azért jöttem, hogy hazavigyelek” c. könyvből, 136. old. (Ching Hai Legfelsőbb Mester beszéde): 
„Ezt az Igét vagy mennyei rezgést minden vallás említi. Mi Yin-nek hívjuk, mások mennyei zenének, Logos-nak, Tao-nak stb. Ez rezeg minden életben, és táplálja az egész világmindenséget. Ez a belső melódia meggyógyíthat minden sebet, beteljesíthet minden vágyat, és enyhíthet minden világi szomjat. Ez mindenható és csupa szeretet. Mivel mi ebből a Hangból vagyunk, ezért az ezzel való kapcsolat szívünkbe békét és elégedettséget hoz. Miután ezt a Hangot halljuk, egész lényünk változik, és az életről alkotott minden nézetünk nagymértékben megváltozik a legjobb irányba.”
„A belső békét elérve minden mást is elérünk. Minden elégedettség, az összes világi és mennyei vágy beteljesülése Isten Országából fakad – ami örök harmóniánknak, örök bölcsességünknek és mindenható erőnknek belső felismerését jelenti. Ha ezeket nem érjük el, sosem találunk beteljesülésre lehet akármilyen sok pénzünk vagy hatalmunk, vagy bármilyen magas pozíciót tölthetünk be.”

### Osho (Bhagwan) technikái
Osho (Bhagwan) a 20. században több egyedi, sok ember számára teljesen idegen meditációs technikát is kifejlesztett (dinamikus meditáció, kundalini-meditáció, Nadabrama stb).
- lásdː Bhagwan a meditációról

## Nyugati meditáció

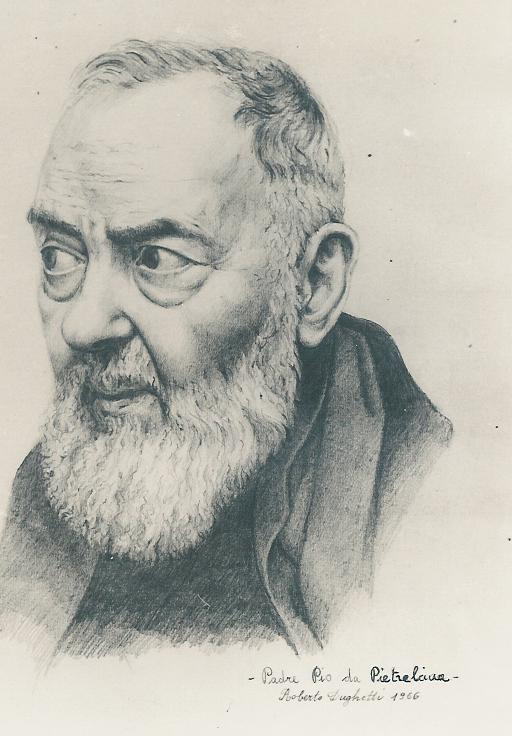
Pietrelcina Szt. Pio mondta: Aki könyvek tanulmányozása révén keresi Istent, meditációval megtalálja őt.

### Keresztény meditáció
Amikor keresztény meditációról beszélnek, általában olyan elmélkedő imádságra gondolnak, amelynek valamilyen vallási igazság, szentírási szakasz, esetleg Jézus vagy valamelyik szent életének egyik eseménye a tárgya. Ettől az elmélkedéstől egy mélyebb meditáció felé való átmenetnek nevezhetjük amikor egy bibliai igét, – amely valakit különösen megérintett, – "boncolgatás" nélkül befogadja az egyén, és engedi, hogy az egyre mélyebbre hatoljon a lelkébe.
A középkori szentviktoriak a meditációról beszélve különbséget tettek a gondolkodás (cogitatio), elmélkedés (meditatio) és szemlélés (contemplatio) között. Hasonló megkülönböztetést tett a jezsuita rend alapítója, Loyolai Ignác is a Lelki gyakorlatok-ban. A különböző elmélkedési vagy meditációs módokat illetően ma is ez a hármas felosztás van érvényben: elmélkedés, meditáció és a szó tulajdonképpeni, azaz szigorúan misztikus értelemben vett szemlélődés. Amikor különbséget teszünk elmélkedés és meditáció között, szem előtt kell tartanunk, hogy nem lehet közöttük egyértelmű válaszvonalat húzni, fokozatos átmenet van közöttük, átnyúlnak egymás területére.
Számos meditatív gyakorlat létezik a kereszténységben, ilyen például a rózsafüzéres ima, a Jézus-ima, a ritmikus ima, a taizéi közösség énekei, az ignáci szemlélődés, az examen vagy a labirintusjárás, de akár a zarándoklat is felfogható meditációs gyakorlatként.
Loyolai Ignác a Lelki gyakorlatok című művében (1548) leírt egy négyhetes szellemi megtisztulást és megvilágosodást, amit még ma is gyakorolnak : 
Az elmélkedő térdel (a keresztény hagyománynak megfelelően), alkalmanként valaki más támogatásával, és Krisztus szenvedésekkel teli életéről meditál; ezenkívül olyan önmegfigyeléseket végez, amely módszerében az ún. viselkedésterápia előfutárának tekinthető.
Sínai Szt. Gergelyre vezetnek vissza a verbális meditációs formák: a Jézus neve ima minden szavához légzés és szívdobbanás kapcsolódik. 

### Egyéb
A kép-zene-mozgás meditációkban elvetik az ideológiai hátteret. A táncterápiában transzjellegű mozgásélményre, a zeneterápiában érzelmi csúcskifejezésre, a meditatív festőterápiában pedig legtöbbször absztrakt mintába való belerezgésre törekszenek. 